# Риба-місяць
Риба-місяць (Mola mola) — найбільша за масою відома кісткова риба у світі: середні дорослі риби важать близько 1 тонни, а рекордний екземпляр, виловлений біля Азорських островів, досягав маси 2744 кг. Вид поширений у тропічних та помірних водах всього світу. За зовнішнім виглядом нагадує голову риби із хвостом, зі сплощеним тілом, її висота (враховуючи плавці) приблизно дорівнює її довжині.

## Розповсюдження
Риба-місяць зустрічається в тропічних і помірних водах. Нереститься у тропічних водах Атлантичного, Індійського і Тихого океанів. У Північній Атлантиці рибу-місяць можна зустріти біля берегів Ньюфаундленду, Ісландії, Великої Британії, в західній частині Балтійського моря і вздовж берегів Норвегії та Кольського півострова. Зрідка її можна зустріти в північній частині Японського моря і в районі південних островів Великої Курильської гряди.
Не часто можна побачити місяць-рибу, що лежить на боці на поверхні води. Час від часу її плавники з'являються на поверхні — іноді їх помилково приймають за акулячі спинні плавники. Личинки і молодь цього виду плавають як звичайні риби, проте доросла місяць-риба — поганий плавець, нездатний подолати сильну течію, тому її відносять до океанічного макронектону. Харчується риба-місяць планктоном, а також кальмарами, личинками вугрів, сальп, реброплавами й медузами. Риба-місяць — найплодовитіша риба у світі: одна самиця може відкладати до 300 млн ікринок.
Японські вчені, використовуючи сучасне устаткування, виявили цікаві, приховані від людських очей, подробиці життя риби-місяця. Ця риба зазвичай попадається людині, коли вона пасивно дрейфує біля поверхні океану. Але виявилося, що в денний час риба-місяць регулярно пірнає на глибину близько 200 м, де полює на сцифомедуз і сифонофор. Після відвідування холодних глибин вона відігрівається у приповерхневих водах.

## Взаємодія з людиною
Небезпеки для пірнальників місяць-риба не становить. Вживання її в їжу в Європі та США непопулярне, але в Азії їдять усі частини тіла (включаючи шкіру і хребет).